# Souligné-Flacé
Souligné-Flacé é uma comuna francesa na região administrativa do País do Loire, no departamento de Sarthe. Estende-se por uma área de 16.49 km². Em 2010 a comuna tinha 689 habitantes (densidade: 41,8 hab./km²).